# Gonzalo de Mendoza
Gonzalo de Mendoza (Baeza, Corona de Castilla, ca. 1510 – Asunción del Paraguay, 21 de julio de 1558) fue un conquistador y colonizador español que como teniente de gobernador general de Asunción asumió dos veces el cargo interino en la gobernación del Río de la Plata y del Paraguay desde 1548 a 1549 y desde finales del año 1556 hasta su fallecimiento.

## Biografía
Gonzalo de Mendoza nació en la ciudad de Baeza del Reino de Jaén, que formaba parte de la Corona castellana, y que en 1516, por la autoproclamación de Carlos I como rey, pasaría a ser de la Corona de España. Era hijo de Rodrigo Mendoza y de María Cozar; nieto por vía paterna de Luis Méndez de Mendoza y María Dávalos; bisnieto de Rodrigo Mendoza, Juan Dávalos y Catalina Cozar. Mientras que nieto por vía materna de Pedro Cozar.  
Se unió al adelantado Pedro de Mendoza, quien era su pariente cercano, en la empresa colonizadora de la Nueva Andalucía en 1535. Participó, entre el 2 o 3 de febrero de 1536 de la llamada primera fundación de Buenos Aires, bajo el nombre del puerto de Nuestra Señora del Buen Aire. Junto a Juan de Salazar y Espinosa, fue cofundador de la ciudad «Nuestra Señora Santa María de la Asunción» el 15 de agosto de 1537 que pronto se convertiría en la sede de la colonia.  
A finales de febrero de 1538, Gonzalo de Mendoza fue con la nao Anunciada a la costa del Brasil, por mandato del capitán Francisco Ruiz Galán quien fuera teniente de gobernador de Buen Ayre, Corpus Christi y Buena Esperanza, con el objetivo de buscar provisiones alimenticias para los habitantes hambrientos de la primera Buenos Aires.
Fruto de su relación con la hija de un cacique llamado Timbuay, a la que simplemente se la conoce como India Innominada, tuvo una hija, cuyo nombre era María de Mendoza, que se casó con el capitán Gonzalo Casco. Luego se casaría con Isabel de Irala, hija mestiza de Domingo Martínez de Irala y de una guaraní llamada Águeda. Al fallecer joven, su esposa Isabel se casó con el conquistador Pedro de la Puente Hurtado y con quien concebirá al futuro gobernador interino Pedro Hurtado de Mendoza , que nació en 1564 en la ciudad de Asunción, capital de la gobernación del Río de la Plata y del Paraguay que formaba parte como una entidad autónoma dentro del Virreinato del Perú. Gonzalo de Mendoza e Isabel de Irala tuvieron un solo hijo reconocido, al que llamaron Hernando de Mendoza, que se casó con Agustina Ortiz de Zárate, hija de Rodrigo Ortiz de Zárate y de Juana de la Torre (o Juana de Torres), hija de Juan de Ortega (teniente de gobernador). 
De sucesivos gobernadores, actuó como su capitán y teniente, mientras hacían la exploración al alto Paraguay y a la «Laguna de Jarayes».
Sucedió a Domingo Martínez de Irala como teniente de gobernador y como tal sería nombrado dos veces interinamente para actuar como gobernador del Río de la Plata y del Paraguay desde el año 1548 hasta el 13 de marzo de 1549 y finalmente desde el 3 de octubre de 1556.
Durante su mandato fue fundada por Ruy Díaz de Melgarejo la «Ciudad Real del Guayrá», en la confluencia de los ríos Pepirí Guazú y Paraná. Esta ciudad recibió a los colonos de la Villa de Ontiveros cuando fuera abandonada.
El capitán Gonzalo de Mendoza fallecería el 21 de julio de 1558, sucediéndolo en el cargo interino el capitán Francisco Ortiz de Vergara.